# لوحة باختان
لوحة بنتريش أو لوحة بختان هي لوحة من مصر القديمة مصنوعة من الحجر الرملي، تحتوي على نص هيروغليفي يروي قصة بنتريش، ابنة أمير بختان (أي باكتريا)، التي مرضت وشُفيت بفضل الإله المصري خونسو.

## التأريخ
تدور الرواية خلال عهد رمسيس الثاني (حيث أن بنتريش هي أخت زوجته في القصة)، لكن
النص يُعتبر بشكل عام كتابة زائفة؛ على الرغم من أنه مكتوب ومنحوت بعناية بأسلوب الدولة الحديثة، إلا أن النص نفسه يكشف عن تنفيذ لاحق بكثير.:66

اقترح أدولف إرمان تاريخًا مبكرًا من العصر البطلمي للوحة، وهو رأي شاركه كيم ريهولت؛ بينما فسّر علماء آخرون النص كدعاية ضد الفرس وحددوا تاريخ اللوحة إلى الأسرة السابعة والعشرين.:66

## الغرض
قد يكون الغرض منها التذكير بمجد مصر القديم خلال حكم الفارس أو البطلمي، أو تمجيد خونسو-نفرحتب، "الرحيم"، وخونسو-بيرسخر، "المعطي"، الجانبين المختلفين للإله الذي يُعبد في طيبة، أو كان مستوحى من التنافس بين الكهنوت الخاص بكل منهما.:90
قد تم تفسير الزواج المزعوم بين رمسيس الثاني وابنة أمير باكتريا مؤخرًا كمثال على التقليد الإسكندري، أي تقليد الإسكندر الأكبر.:67ff

## الوصف
اللوحة مصنوعة من الحجر الرملي الأسود؛ أبعادها هي 222×109 سم. تم العثور عليها في عام 1829 في مزار بطلمي صغير كان يقع بجوار معبد خونسو الخاص بـ رمسيس الثالث في الكرنك. وهي موجودة الآن في اللوفر (لوفر C 284).:90:65

### المنظر المصاحب
يظهر أعلى اللوحة رمسيس الثاني يقدم بخورًا لخونسو من طيبة.

### النص
يتكون النص من 28 سطرًا،:90 ويبدأ بألقاب رمسيس، ثم يروي القصة: عندما سافر جلالة الملك إلى نهرين، قدم له أمير بختان ابنته الكبرى للزواج. سمى الفرعون الفتاة نفرور (ربما كانت مستوحاة من زوجة رمسيس الأجنبية ماآات نفرو رع) وجعلها ملكته. في السنة الـ23 من حكمه تلقى الفرعون خبرًا أن أخت نفرور الصغرى، بنتريش، أصبحت مريضة. أرسل رمسيس لها الكاتب الحكيم تحوتي إم حب ليعالجها، لكنه لم ينجح، لأن الفتاة كانت ممسوسة بشيطان. طلب أمير بختان من الفرعون أن يرسل له إلهًا. طلب رمسيس مساعدة خونسو-نفرحتب الذي منح حمايته السحرية لخونسو-بيرسخر، الذي أُرسل تمثاله إلى بختان. طرد الإله الشيطان وشفى الأميرة. حاول أمير بختان عدم إعادة الإله إلى مصر، لذلك قضى خونسو 3 سنوات و9 أشهر في بختان، لكن في إحدى الليالي رأى الأمير حلمًا: تحول الإله إلى صقر ذهبي وترك مزارته وطار عائدًا إلى مصر. فهم الأمير أنه يجب أن يترك الإله يذهب، وأمر بإعادة التمثال إلى مصر.:91–94
تم اقتراح أن قصة بنتريش قد ألهمت أسطورة هيلاريا المسيحية. ومع ذلك، هناك اختلافات كبيرة بين القصتين.

## اقرأ أيضا
- تحوت إم حب
- إمحتب
- الطب في مصر القديمة
- البطالمة
- رمسيس الثاني
- حجر رشيد
- ميتاني